# Lymeon rufiventris
Lymeon rufiventris là một loài tò vò trong họ Ichneumonidae.